# حق رأی زنان در اکوادور
حق رأی زنان در اکوادور (انگلیسی: Women's suffrage in Ecuador) در سال ۱۹۲۹ به قانون اساسی معرفی شد اکوادور اولین کشور در آمریکای جنوبی بود که حق رأی زنان را به رسمیت شناخت در قانون اساسی ۱۸۸۴ زنان به صراحت از حق رأی محروم شده بودند. در قانون اساسی ۱۸۹۷، حقوق زنان بهبود یافت و تعریف رای‌دهنده از نظر جنسیتی بی‌طرف شد، با این حال هنوز به‌طور غیررسمی درک می‌شد که زنان نباید از این حق استفاده کنند. این موضوع توسط ماتیلد هیدالگو در سال ۱۹۲۴ مطرح شد که باعث بحث عمومی و همچنین بحث در پارلمان شد. این امر منجر به فرآیندی شد که با پذیرش درخواست رأی‌گیری او توسط شورای دولتی آغاز شد و با معرفی حق رأی زنان در قانون اساسی جدید ۱۹۲۹ به پایان رسید.
در انتخابات ۲۰۱۷، حدود ۵٬۴۲۷٬۲۶۱ زن در مقایسه با ۵٬۲۰۶٬۱۷۳ مرد رأی دادند.

## تاریخچه
تا سال ۱۸۸۴، قانون اساسی اکوادور هیچ الزام جنسیتی برای شهروندی قائل نبود، اگرچه مواردی از تلاش زنان برای رأی‌دهی وجود نداشت. در سال ۱۸۸۴ قانون اساسی محدودیت‌های جنسیتی را معرفی کرد. فقط مردان ۲۱ ساله یا بالاتر که باسواد و متأهل بودند شرایط رأی‌دهی را داشتند. گنجاندن این محدودیت بحثی را در مورد اینکه آیا زنانی هستند که می‌خواهند رأی بدهند یا نه، ایجاد کرد و اکثریت محافظه‌کار مجلس موضع خود را ابراز کردند. قانون اساسی ۱۸۹۷ که توسط مجلسی نسبتاً لیبرال نوشته شده بود، تمام ارجاعات جنسیتی در مورد شهروندی را کنار گذاشت و بر بهبود وضعیت زنان در جامعه تأکید کرد. گزارش مناظرهای مجمع شامل یادداشت زیر به تاریخ ۳ ژوئن ۱۸۹۷ است: «در روزهای اول کنوانسیون اقدامات زیادی برای اعطای حقوق شهروندی به زنان انجام شده‌است، از جمله توانایی گرفتن هر منصب دولتی، مانند وزارتخانه. دولت.» با این حال، در حالی که در تئوری زنان می‌توانستند از همه حقوق شهروندی استفاده کنند، در این زمان عموماً پذیرفته شد که می‌توان آنها را در حوزه انتخاباتی محدود کرد.

### ماتیلده هیدالگو

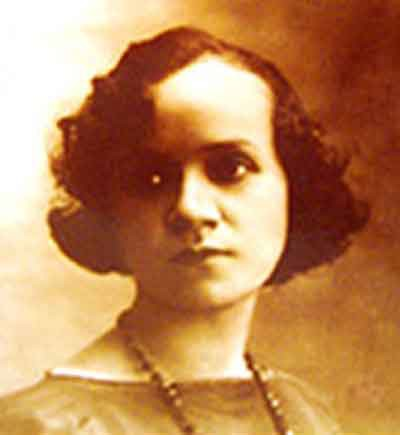
ماتیلده هیدالگو

ماتیلده هیدالگو اولین زن اکوادوری است که در دانشگاه پذیرفته شد و مدرک دکترا را به پایان رسانده‌است. او از دانشگاه مرکزی اکوادور فارغ‌التحصیل شد. در دوران ثبت نام برای انتخابات مجلس شورا در سال ۱۹۲۴، وی برای شرکت در انتخابات در شهر ماچاله اقدام به ثبت نام کرد. با این حال، مقامات تعیین شده او را از این کار منع کردند، زیرا او یک زن بود. هیدالگو درخواست رسمی کرد و از قانون اساسی ۱۸۹۷ استفاده کرد تا استدلال کند که هیچ محدودیتی در رابطه با جنسیت در داشتن حقوق شهروندی وجود ندارد. درخواست او به شورای ایالتی ارسال شد، که در نهایت از او حمایت کرد و به او اجازه داد در انتخابات ۱۰ مه ۱۹۲۴ رأی دهد؛ بنابراین، هیدالگو اولین زن آمریکایی لاتین بود که در یک انتخابات ملی رأی داد.
شورای ایالت سه نوع استدلال برای پذیرش درخواست هیدالگو ارائه کرد - حقوقی، اجتماعی و اخلاقی. از نظر قانونی، طبق قانون اساسی 1897 و به گفته وزیر دولت فرانسیسکو اورتیز اوچوا، «نام‌نویسی زنان برای رأی‌دهی هیچ ایراد قانونی‌ای ندارد. در نتیجه وی باید همان‌طور که برای استفاده از حق خود درخواست کرده‌است ثبت نام شود.» در عرصه اجتماعی بالاخره زنان به عنوان اعضای جامعه مطرح شدند. همچنین به آنها این فرصت داده شد که در موارد جداگانه از قانون استفاده کنند تا صاحب دارایی‌های خانوادگی باشند. استدلال‌های اخلاقی بر اساس نظر شورا بود که اجازه دادن به زنان برای رأی دادن موجب تقویت روحیه کشور می‌شود و شاید زنان بهتر از مردان وظایف مدنی خود را انجام دهند.
این حکم در صفحه اول یک نسخه از روزنامه گوایاکیل با عنوان ال یونیورسو چاپ شده‌است. این کار حرفه ای هیدالگو را ستود. ال تلگرافو همچنین از تصمیم شورای ایالتی حمایت کرد، اگرچه سایر سردبیران ال یونیورسو مخالفت خود را با حق رأی زنان نشان دادند. در کیتو، سرمقاله ال دیا به نفع این حکم بود، در حالی که ال کومرسیو مخالف آن بود. اکثر روزنامه‌هایی که مخالف رأی زنان بودند، ادعا کردند که زنان «آماده نبودند» رأی بدهند، یا نباید درگیر سیاست باشند وگرنه «کارهای خانه بدون آنها نمی‌تواند انجام شود.» همچنین پیام‌های طنز زیادی دربارهٔ خانه‌دار شدن مردان به دلیل غیبت همسرانشان منتشر شد.

## قانون اساسی ۱۹۲۹
بحث عمومی که به دلیل پرونده ماتیلد هیدالگو به وجود آمد به مجمع سال ۱۹۲۸ کشیده شد، که عمدتاً لیبرال بود و حق رأی زنان را تضمین می‌کرد. ماده ۱۳ قانون اساسی که در سال بعد منتشر شد، مقرر می‌دارد که هر شهروند (مرد یا زن) باسواد بالای ۲۱ سال می‌تواند رأی بدهد.
در ماه‌های بعد، احزاب سیاسی کمپین‌هایی را برای ترویج ثبت نام زنان در فهرست رأی‌دهندگان آغاز کردند. حزب محافظه‌کار توانست اکثریت زنان را به خود جلب کند و در بیانیه‌ای مدعی شد که: «اینکه رأی زنان مضر است دور از واقعیت است، بلکه رأی زنان به اخلاقی کردن انتخابات کمک می‌کند». حزب لیبرال استراتژی خود را بر این اساس استوار کرد که به خاطر بیاورد که مجمعی که به این زنان حق رأی داده بود اکثریت لیبرال بود.

## تلاش برای لغو حق رأی زنان
در جریان نگارش قانون اساسی اکوادور در سال ۱۹۳۷، لوئیس فیلیپه بورخا، وکیل اکوادوری، پیشنهاد کرد که به رسمیت شناختن حق رأی زنان حذف شود و مدعی شد که باید در قانون انتخابات تعریف شود و شهروندی تنها با حق رأی تعریف نمی‌شود. خوزه ماریا ولاسکو ایبارا با این استدلال و سایر تلاش‌ها برای کاهش ثبت نام انتخابات در قانون اساسی مخالفت کرد. بورجا استدلال می‌کرد که اجازه دادن به زنان برای رأی‌دهی مانند اجازه دادن به یک کشیش برای رأی‌دهی است.
موضع بورخا در محافل لیبرال گوایاکیل به شدت رد شد، اگرچه در کیتو مورد حمایت قرار گرفت و بسیاری از نویسندگان و متفکران فقدان خودمختاری زنان را دلیلی برای منع آنها از رأی‌دهی عنوان کردند. برخی از زنان به ویژه لیبرال‌ها نیز تمایل خود را برای محدود کردن حق رأی زنان ابراز کردند. به عنوان مثال، در طول یک بحث عمومی، فمینیست روزا بورجا د یکازا، استدلال کرد که حق رأی چندان مهم نیست و حق رأی زنان، بدون هیچ دانش مدنی، تنها به عنوان ابزاری کور در زمینه ملی عمل می‌کند.
قانون انتخابات سرانجام محدودیت‌های حق رأی زنان را لغو کرد و مقامات اعلام کردند که زنان می‌توانند آزادانه به رأی دادن ادامه دهند.